# Piet Beertema

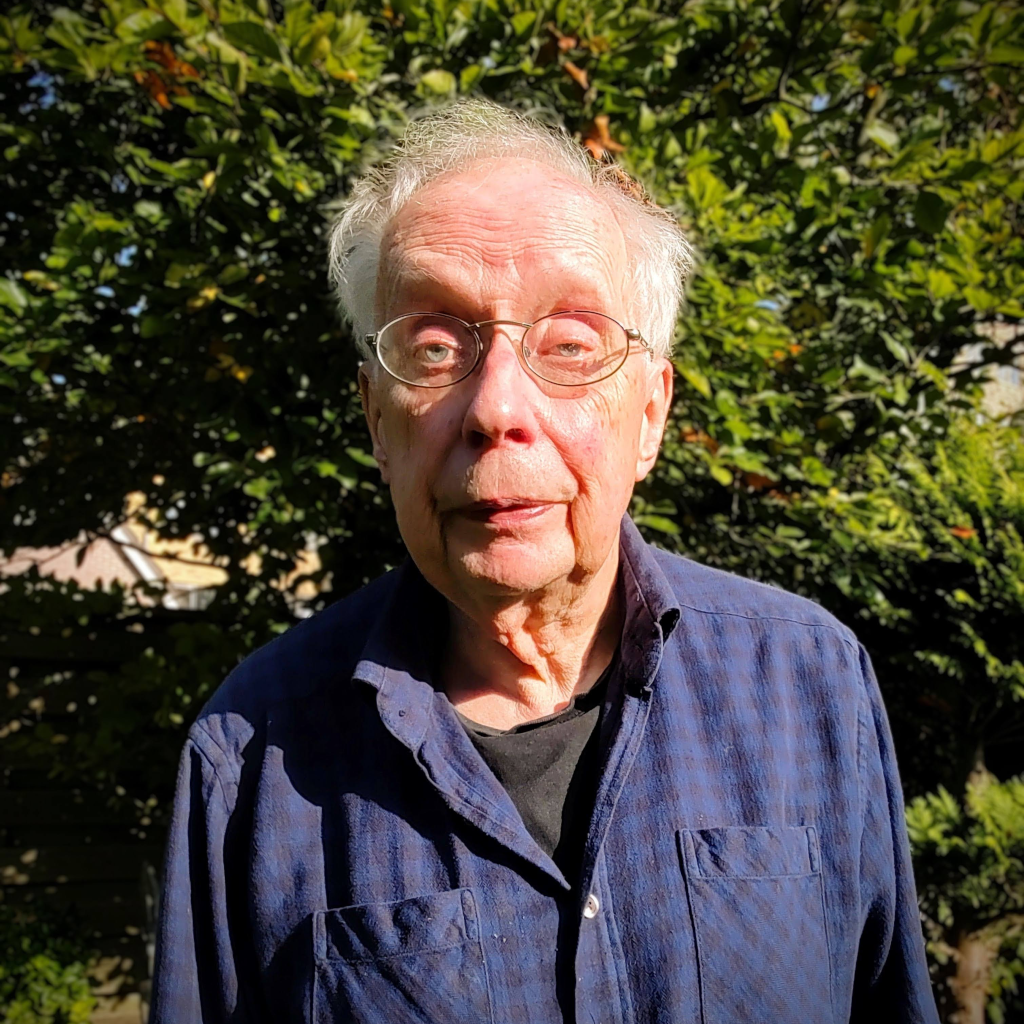
Piet Beertema, oktober 2024

Piet Beertema (Amsterdam, 22 oktober 1943) is een Nederlands internetpionier. Op 17 november 1988 om 14:28 uur verbond hij Nederland als tweede land (het eerste was de Verenigde Staten) met het NSFnet, een voorloper van het internet. Beertema was destijds werkzaam als systeembeheerder bij het Centrum voor Wiskunde en Informatica (CWI).
Zijn eerste baan kreeg hij in 1965 bij het Nationaal Lucht- en Ruimtevaartlaboratorium, waar hij voor het eerst in aanraking kwam met een computer (een Elliott 803-B). In 1966 ging hij werken voor de Stichting Mathematisch Centrum, op 1 augustus 2001 hernoemd naar het Centrum voor Wiskunde en Informatica, waar hij tot aan zijn pensioen bleef werken.
Op 25 april 1986 registreerde Beertema de eerste landencode (nationaal top level domain): .nl en beheerde dat tien jaar lang zelf, naar eigen zeggen niet zelden "tot diep in de nacht". Later, rond 1996, stond hij aan de wieg van de Stichting Internet Domeinregistratie Nederland die het .nl-domein ging beheren.
Op 9 juni 1999 ontving hij een koninklijke onderscheiding; Ridder in de Orde van de Nederlandse Leeuw. Op 16 september 2004 ging hij officieel met de VUT.

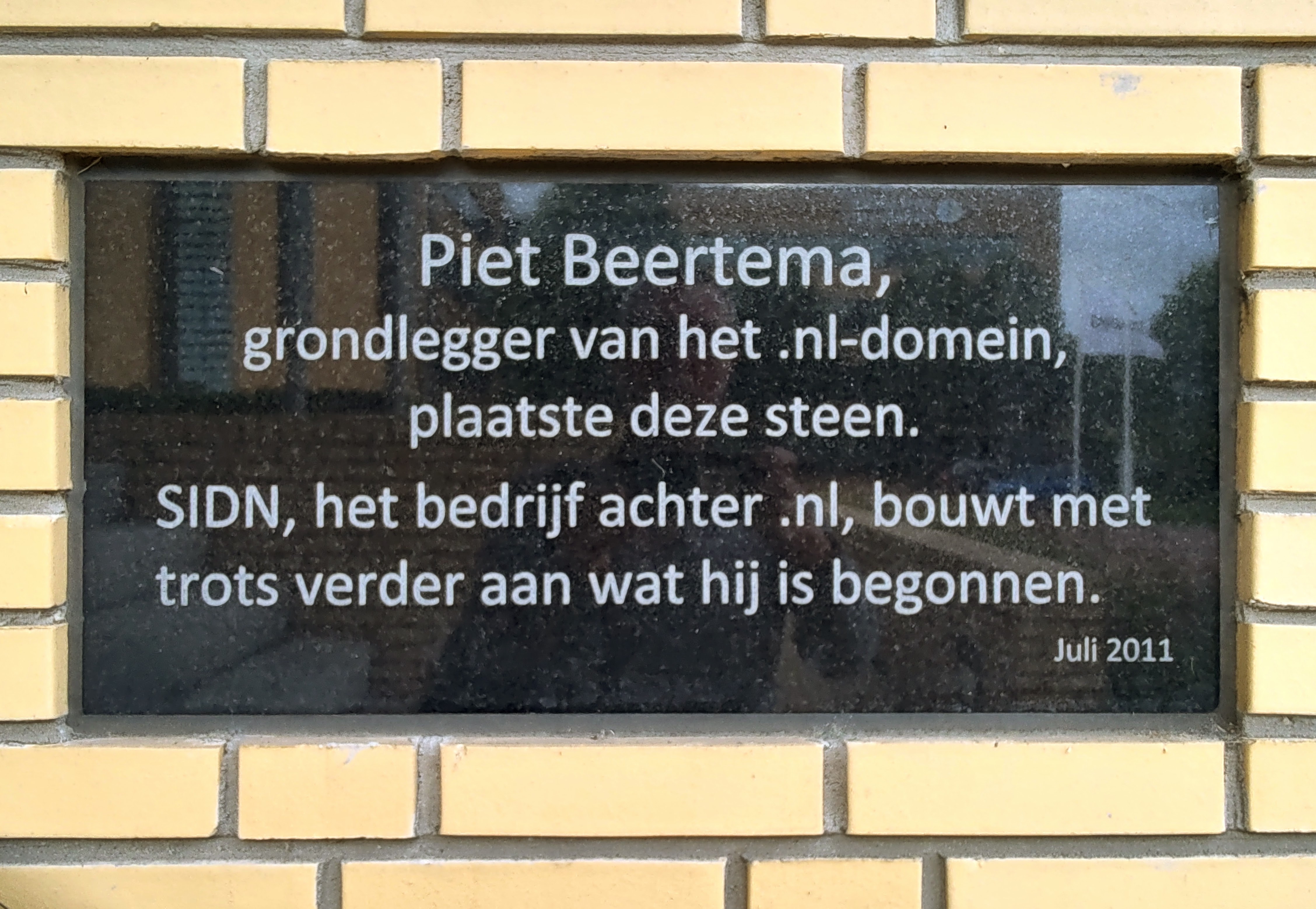
Eerste (feitelijk de laatste) steen bij het SIDN-kantoor in Arnhem, op 13 juli 2011 gelegd door Piet Beertema